# Panjāb
Panjāb es una ciudad de Afganistán. Está ubicado en el centro del país y pertenece al distrito de su nombre. 
Pertenece a la provincia de Bāmiyān. 
Su población es de 13.901 habitantes (2007). 
Está situada a 2.758 metros de altura. 
La ciudad posee un helipuerto con un terreno de grava.
- Datos: Q2321884